# Белозериха (Московская область)
Белозе́риха — деревня в Раменском муниципальном районе Московской области. Входит в состав сельского поселения Заболотьевское. Население — 44 чел. (2010).

## Название
В XVI веке упоминается как деревня Белоозеро, впоследствии — Белозериха. Название связано с расположением деревни около небольшого озера Белое.

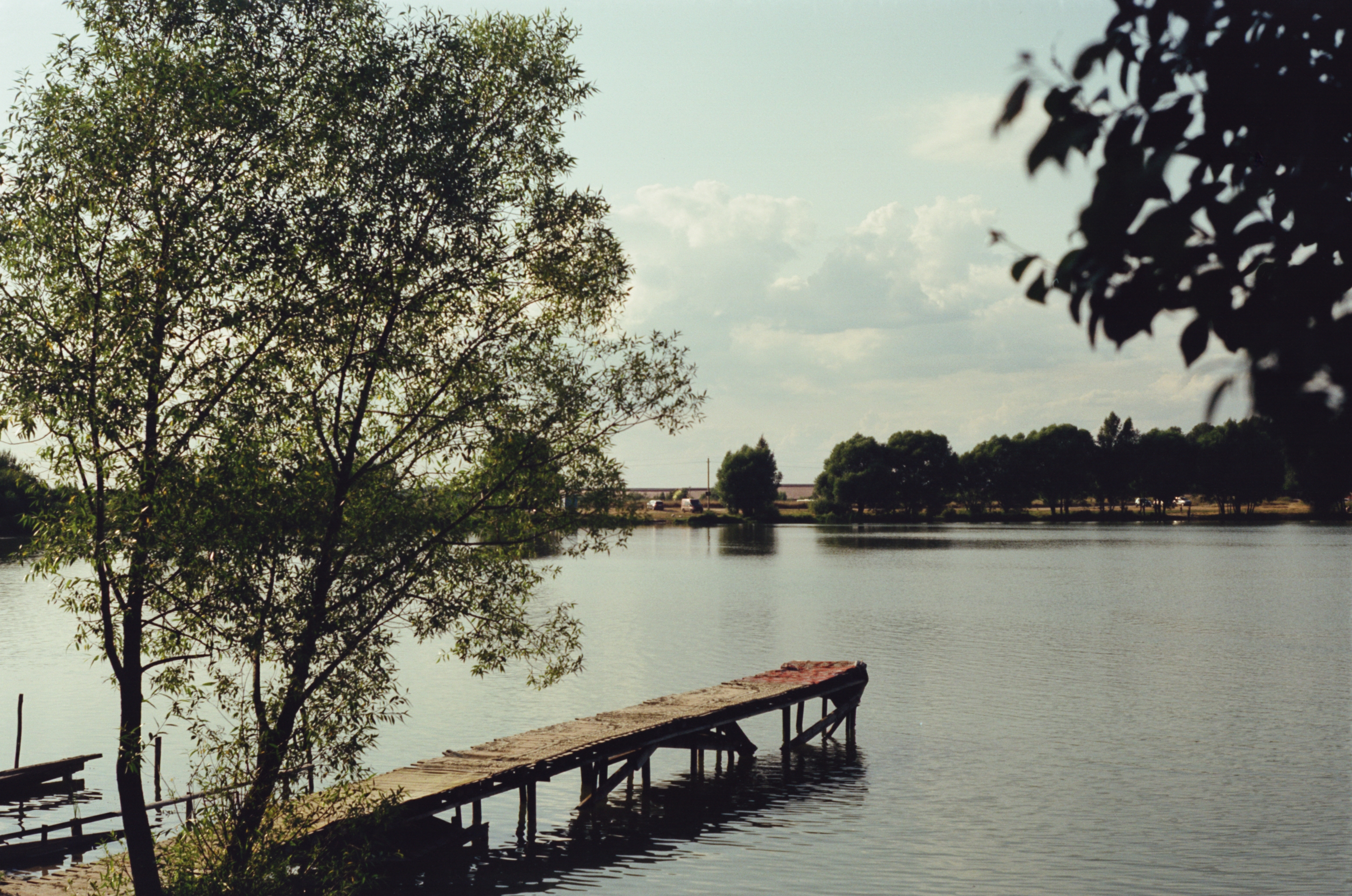
Белое озеро в деревне Белозёриха

## География
Деревня Белозериха расположена в центральной части Раменского района, примерно в 9 км к югу от города Раменское. Высота над уровнем моря 128 м. В 2 км к западу от деревни протекает река Москва. К деревне приписано 4 СНТ — Газовик, Ранет, Сосны и Текстильщик-2, а также территория Рубеж. Ближайший населённый пункт — деревня Захариха.

## История
В 1926 году деревня являлась центром Белозерского сельсовета Велинской волости Бронницкого уезда Московской губернии.
С 1929 года — населённый пункт в составе Раменского района Московского округа Московской области.
До муниципальной реформы 2006 года деревня входила в состав Заболотьевского сельского округа Раменского района.

## Население
| 1926 | 2002 | 2010 |
| ---- | ---- | ---- |
| 242  | ↘26  | ↗44  |

В 1926 году в деревне проживало 242 человека (93 мужчины, 149 женщин), насчитывалось 55 хозяйств, из которых 54 было крестьянских. По переписи 2002 года — 26 человек (13 мужчин, 13 женщин).

## Экономика
С конца 2010-х на севере села Белозёриха действует сыроварня с магазином.